# 谷姿仙
谷姿仙是黃易武俠小说中的虛構人物。無雙國公主，雙修府傳人，人稱「雙修公主」，為「劍僧」不捨與上一代雙修府主谷凝清的女兒，書中形容雅淡秀逸，高貴美鈍。令人不敢迫視。一對剪水雙瞳，似是脈脈含情，又似冷傲漠然，非常引人。後成風行烈之妻。

## 生平概述
谷凝清在生下谷姿仙之後心灰意冷，搬離雙修府在一個佛堂準備過下半輩子，谷姿仙由府中人照顧長大。 
擅長捧簫吹奏，玉簫吹的曲似有調似無調，就像大草原上掠過的長風，淒幽清怨。
因為母親谷凝清的失敗，身為曾經無雙國的公主，肩負着復辟無雙國的重任。為復國而招婿成抗。
與白素香、谷倩蓮名為主僕，實則情同姊妹。

## 武功
自幼修練雙修大法的基礎功，其中一項就是「觀男術」，基於男女相吸的玄妙直覺感應。雙修心法男的須「有情無慾」，女的卻須「有慾無情」，大法才可望修成。
其後精修多年的功法融入了風行列傳過來的奇異真氣，雖然不是雙修大法功成時的現象，卻是另一意外的收穫，一不遜色於雙修大法的升華。 

## 影視形象
《覆雨翻雲》曾改編成影視作品，在2006年香港無綫電視推出的劇集《覆雨翻雲》中，由康華扮演谷姿仙，而且改為是武林高手浪翻云的红颜知己，但角色造型及背景與原作不同。